# Retrato de una mujer con una cadena de oro

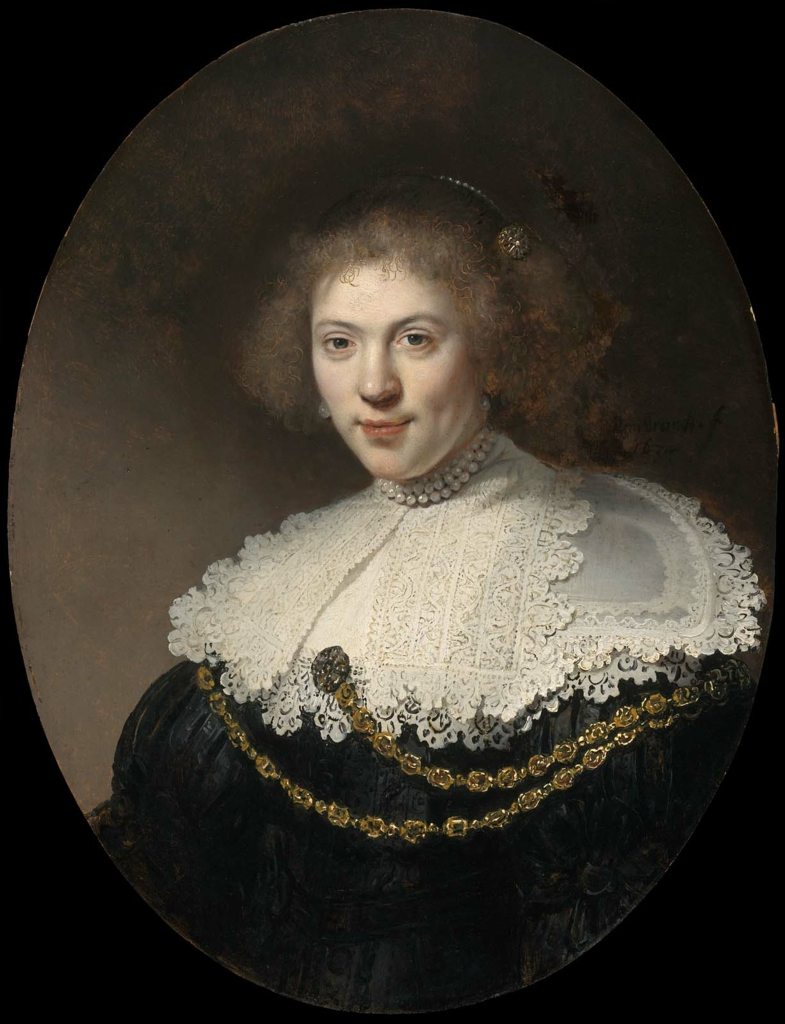
Retrato de una mujer con una cadena de oro.

Retrato de una mujer con una cadena de oro es un retrato pintado en 1634 por Rembrandt. Muestra una joven sonriendo con un cuello triple de encaje. Está en la colección del Museo de Bellas Artes de Boston.

## Descripción
Varios retratos ovalados femeninos del Ámsterdam del siglo XVII han sobrevivido, a veces como pendant o pareja con el del marido y otras eran retratos individuales. Esta pintura, así como su pareja, ha sido atribuido a Rembrandt desde el siglo XIX, pero el Proyecto de Búsqueda de Rembrandt ha planteado dudas. Esta pintura entró en la colección de la señora de Frederick L. Ames, a nombre de Frederick L. Ames.
Esta pintura fue documentada por Hofstede de Groot en 1914, quien escribió: "848. UNA MUJER JOVEN CON UN CUELLO DE ENCAJE TRIPLE. Bode 307; Dut. 236; Wb. 320; B.-HdG. 112. Aproximadamente veinticinco. de medio cuerpo, sin manos; tamaño natural. Está inclinada a la izquierda y mira directamente fuera del cuadro. Tiene una tez pálida y delicada y una expresión amable. En su cabello bastante rubio, corto, y rizado hay una roseta en el lado izquierdo; detrás hay una peineta de perlas que sujeta el cabello. Alrededor de su cuello hay un collar de perlas de tres vueltas; en cada oreja hay una perla. Lleva un vestido negro con mangas acuchilladas. Una larga cadena de oro se enrolla dos veces en el pecho y los hombros, y se sujeta con una roseta al cuello de encaje. La luz cae desde la izquierda. Fondo uniforme gris verdoso. Pintado aproximadamente en 1634. La modelo era anteriormente identificada como 
Margaretha de Vlaming van Oudtshoorn, segunda mujer de Nicolaes Tulp. [Pendant 732.] Panel de roble ovalado, 26 1/2 pulgadas por 21 pulgadas. Mencionado por Vosmaer, pp. 113, 147, 503; Bode, p. 405 ; Dutuit, p. 52 ; Michel, p. 118 [91, 443]. En la colección del barón de Seilliere, París. En la colección de la princesa de Sagan, París; que la vendió en 1891 a Cottier. En posesión del comerciante de Nueva York Cottier. 
En la colección de Frederick Ames, Boston, cuya viuda lo regaló al Museo en 1893. En el Museo de Boston."

Esta pintura fue donada junto con su pareja:

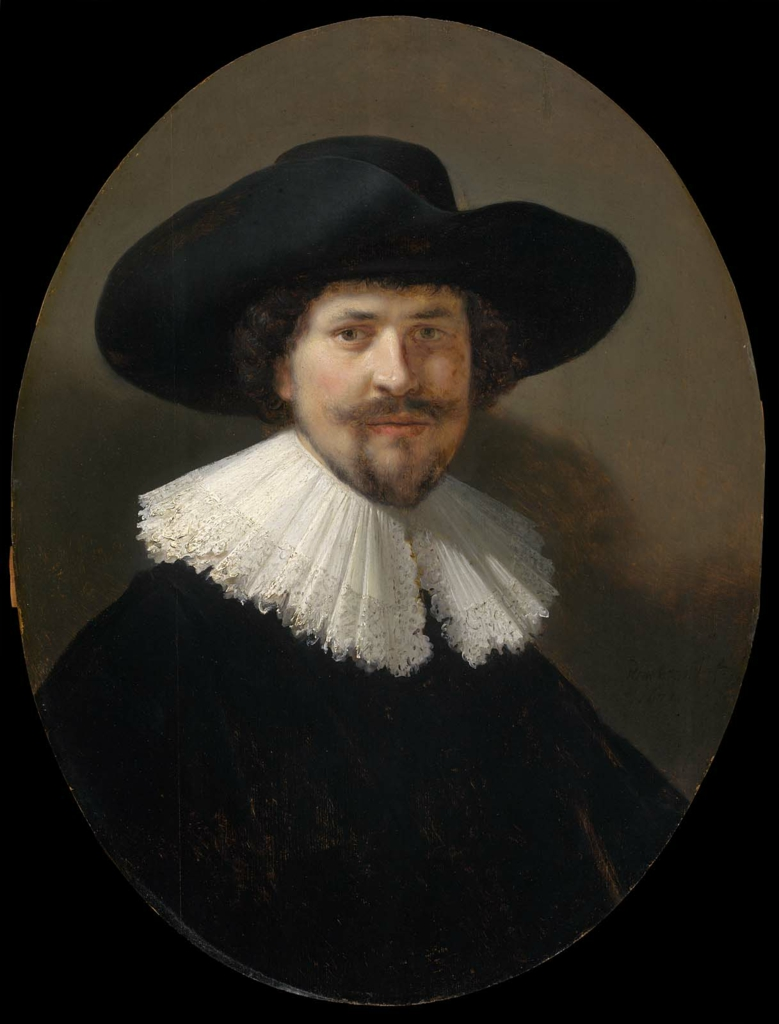
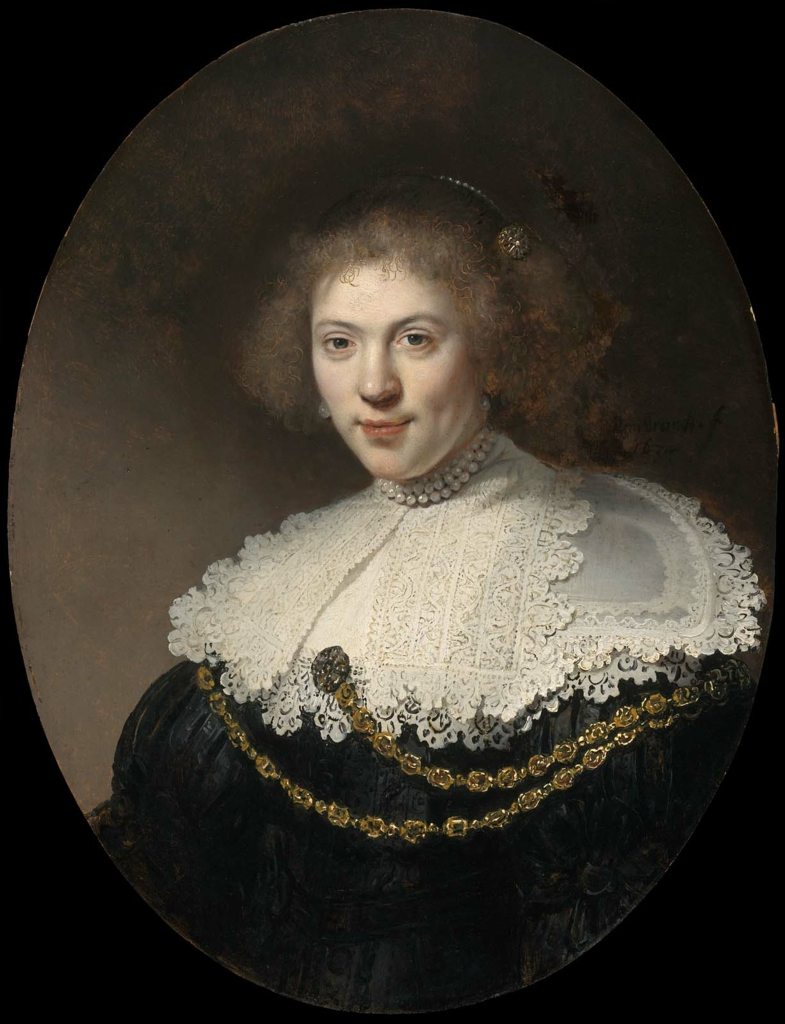

Su cuello de encaje plano en capas es el estilo aparecido en las décadas de 1630 y 1640 coexistiendo con el estilo anterior de gorgueras redondas, al que luego sustituyó totalmente. Compárese con el Retrato ovalado de una mujer de Rembrandt del mismo periodo. Otros retratos ovalados notables de mujeres de la Holanda septentrional con cuellos planos del mismo periodo son:

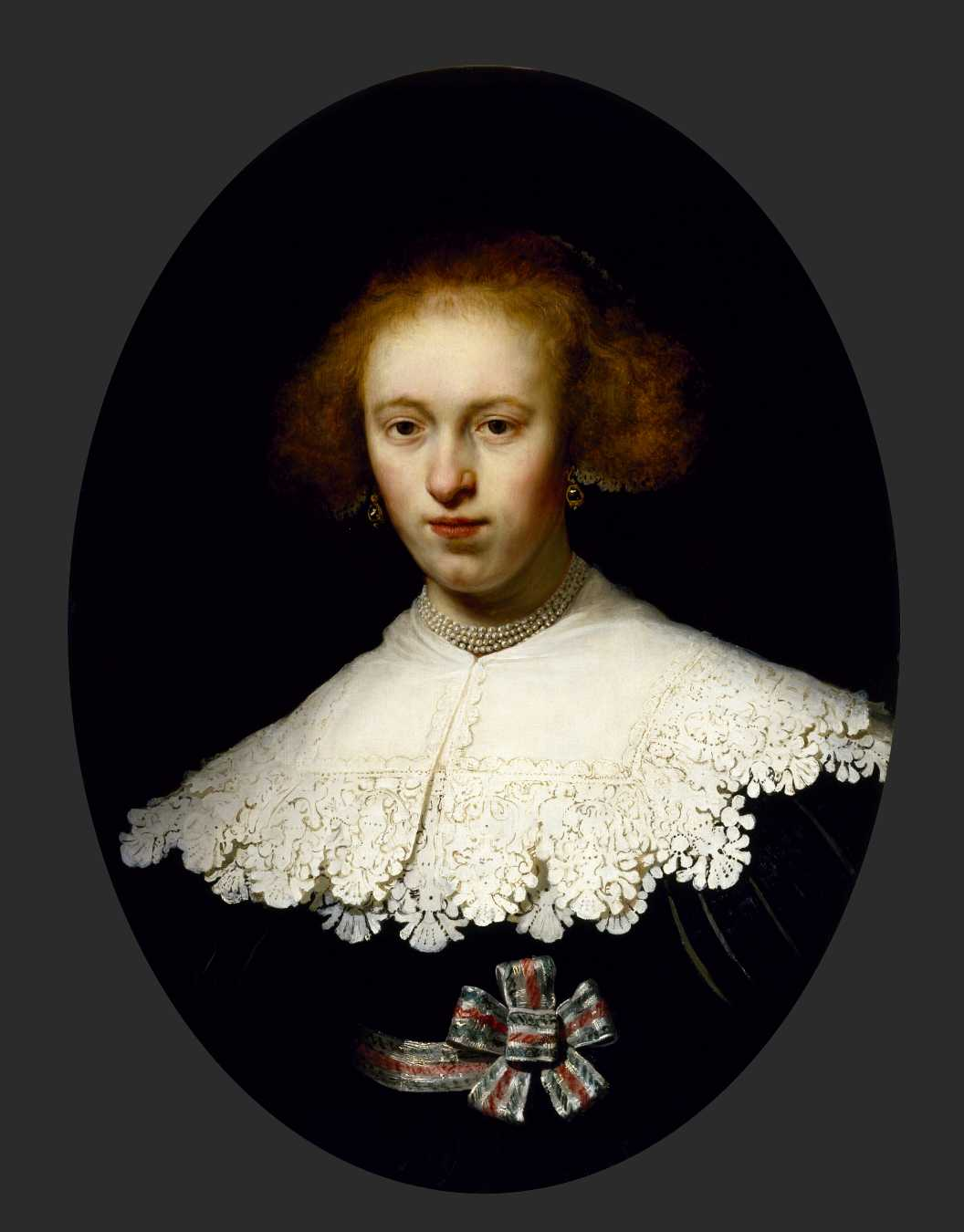
Retrato de una mujer joven, 1633 por Rembrandt.
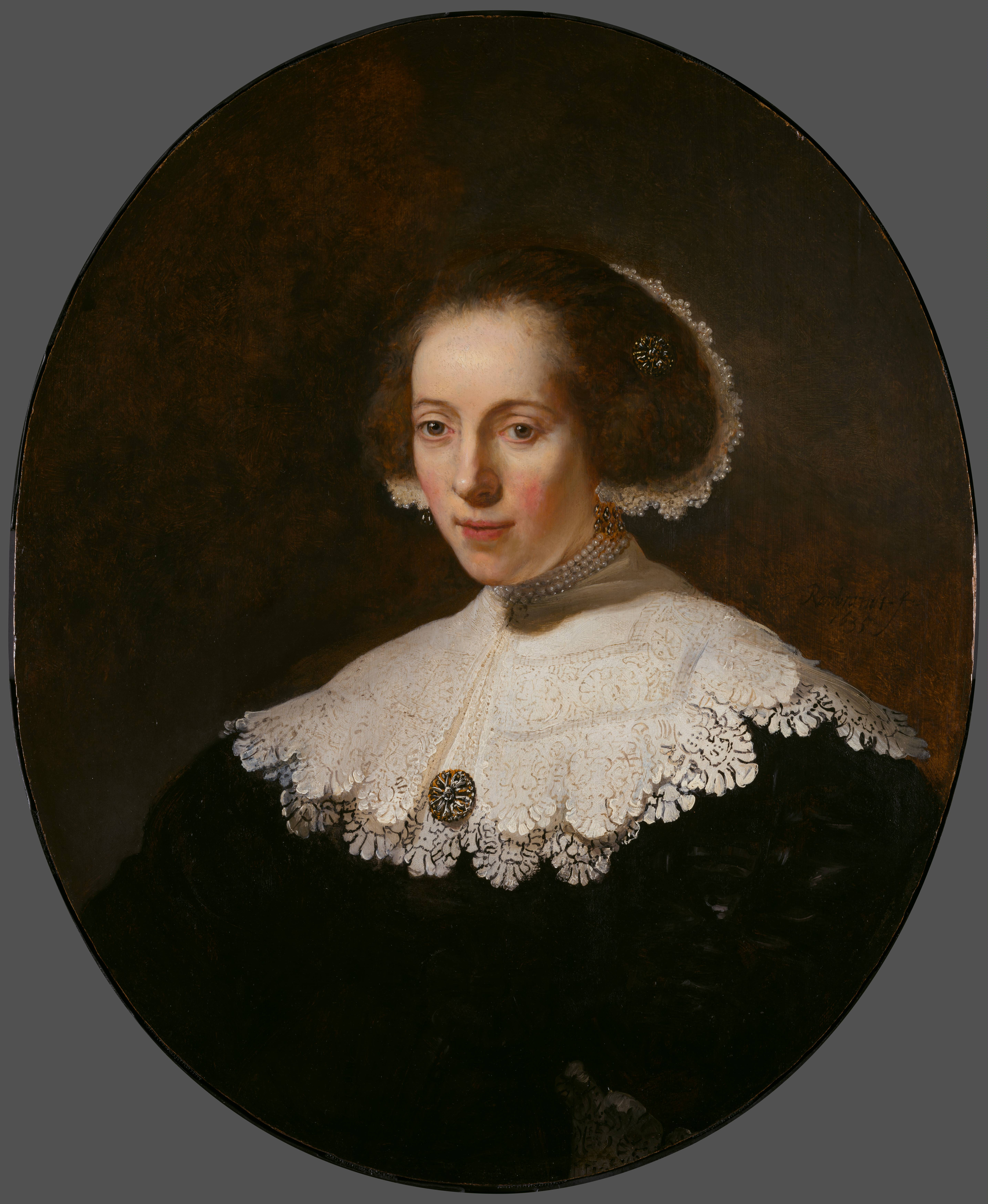
Retrato de una mujer joven, 1635 por Rembrandt.
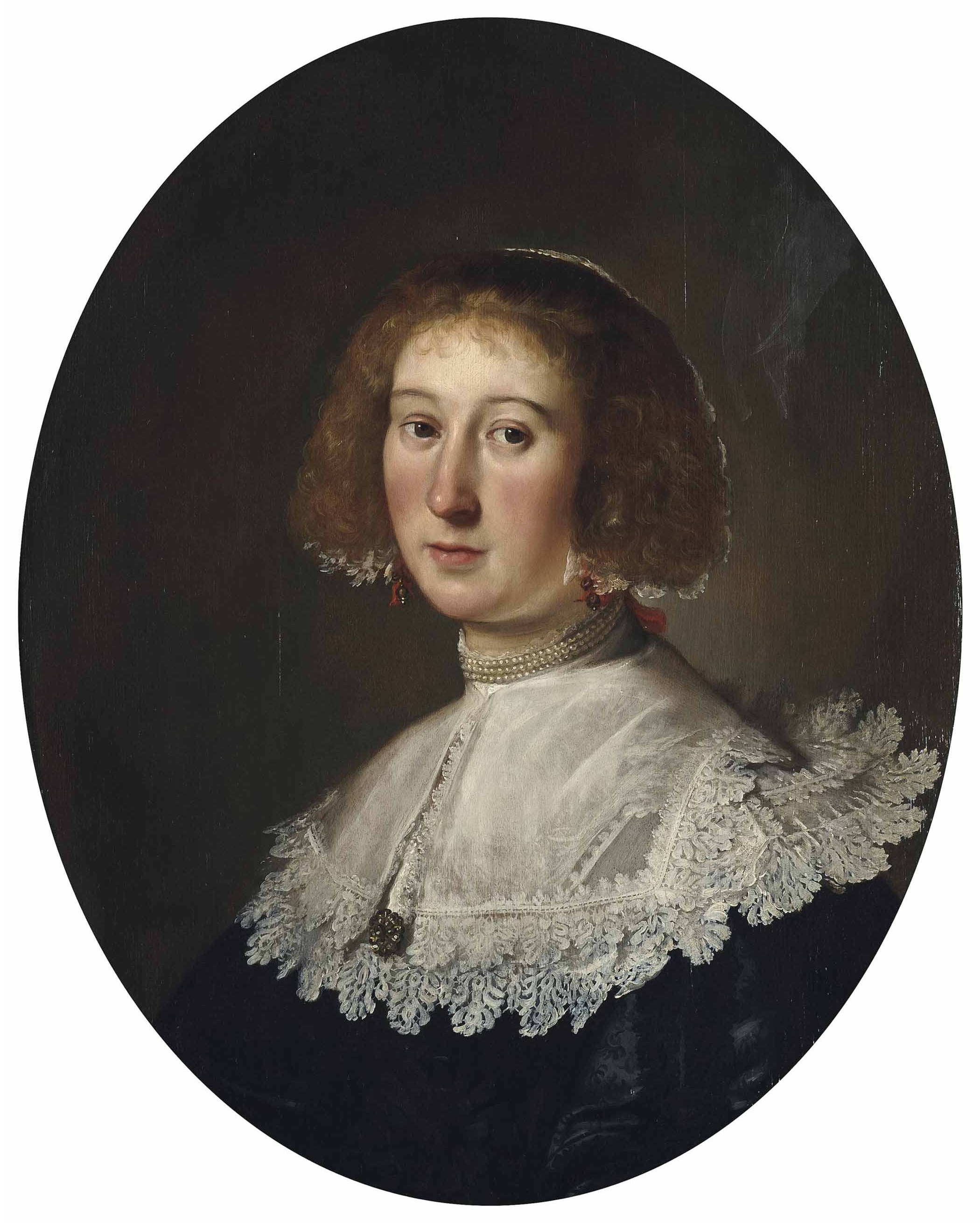
Retrato de una mujer joven, por Paulus Moreelse.
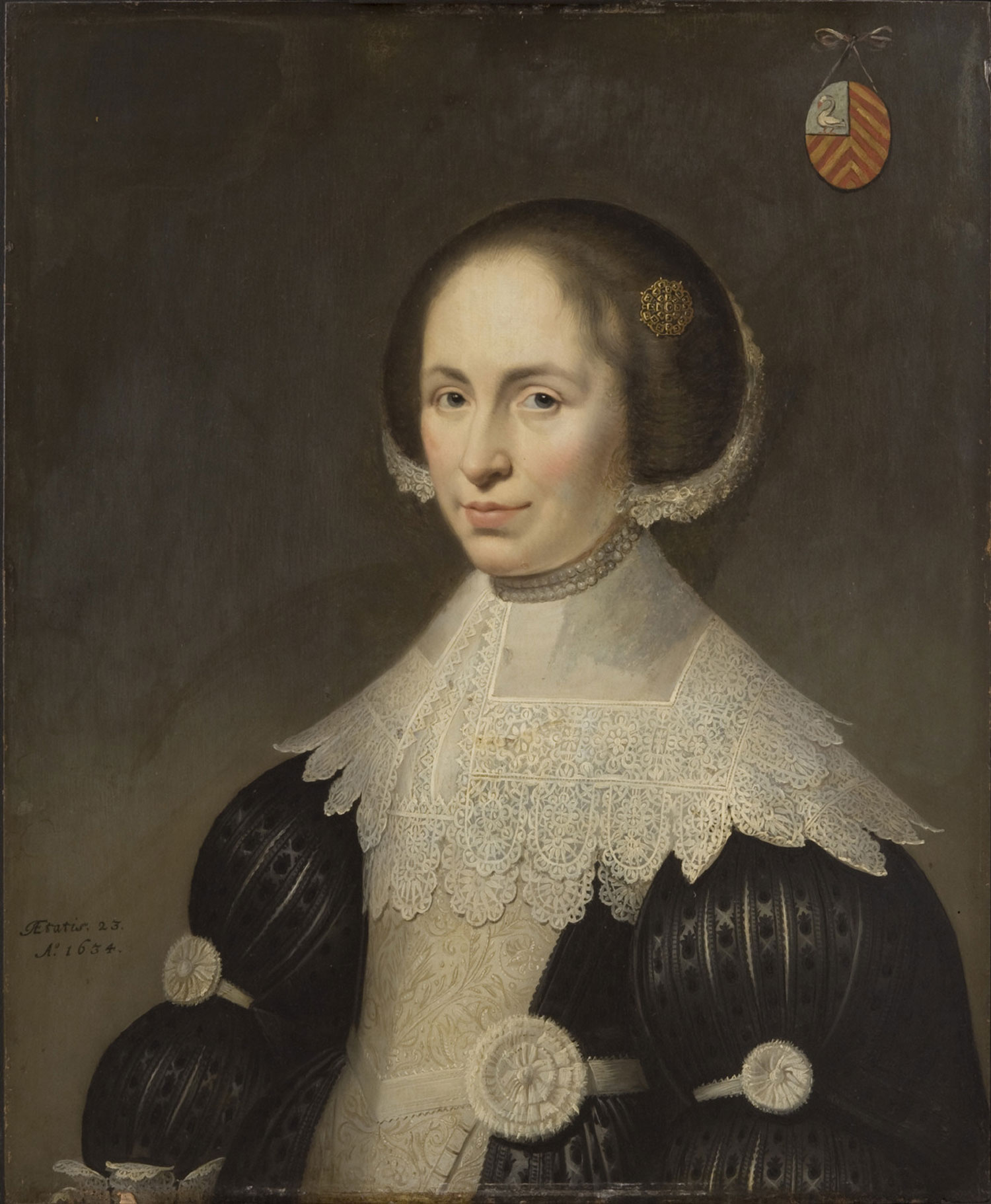
Retrato de Gertrude Teding van Berckhout, datado en 1634 por Jan van Ravesteyn.
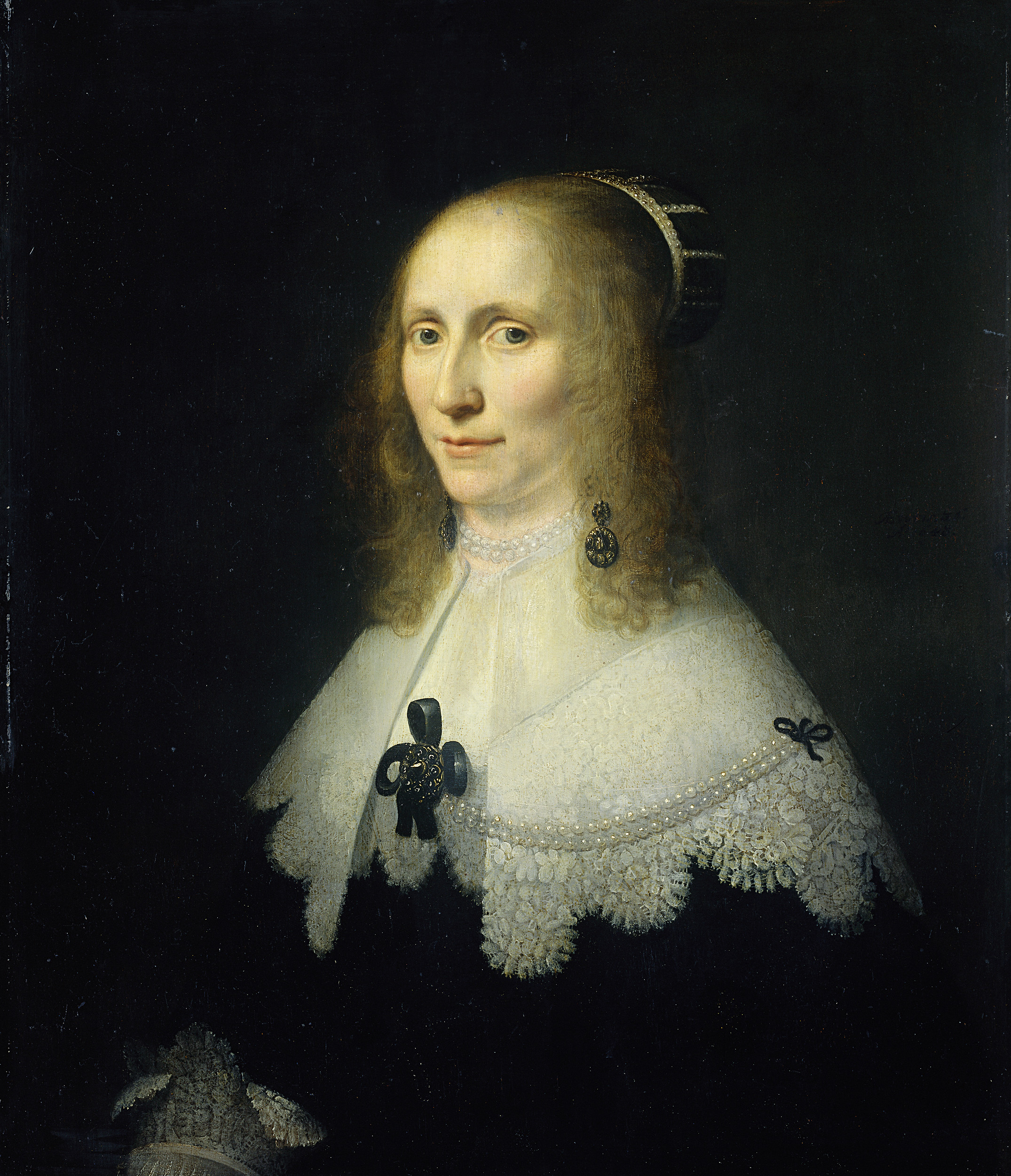
Retrato de Cornelia Teding van Berckhout, después de 1638 de Michiel van Mierevelt.
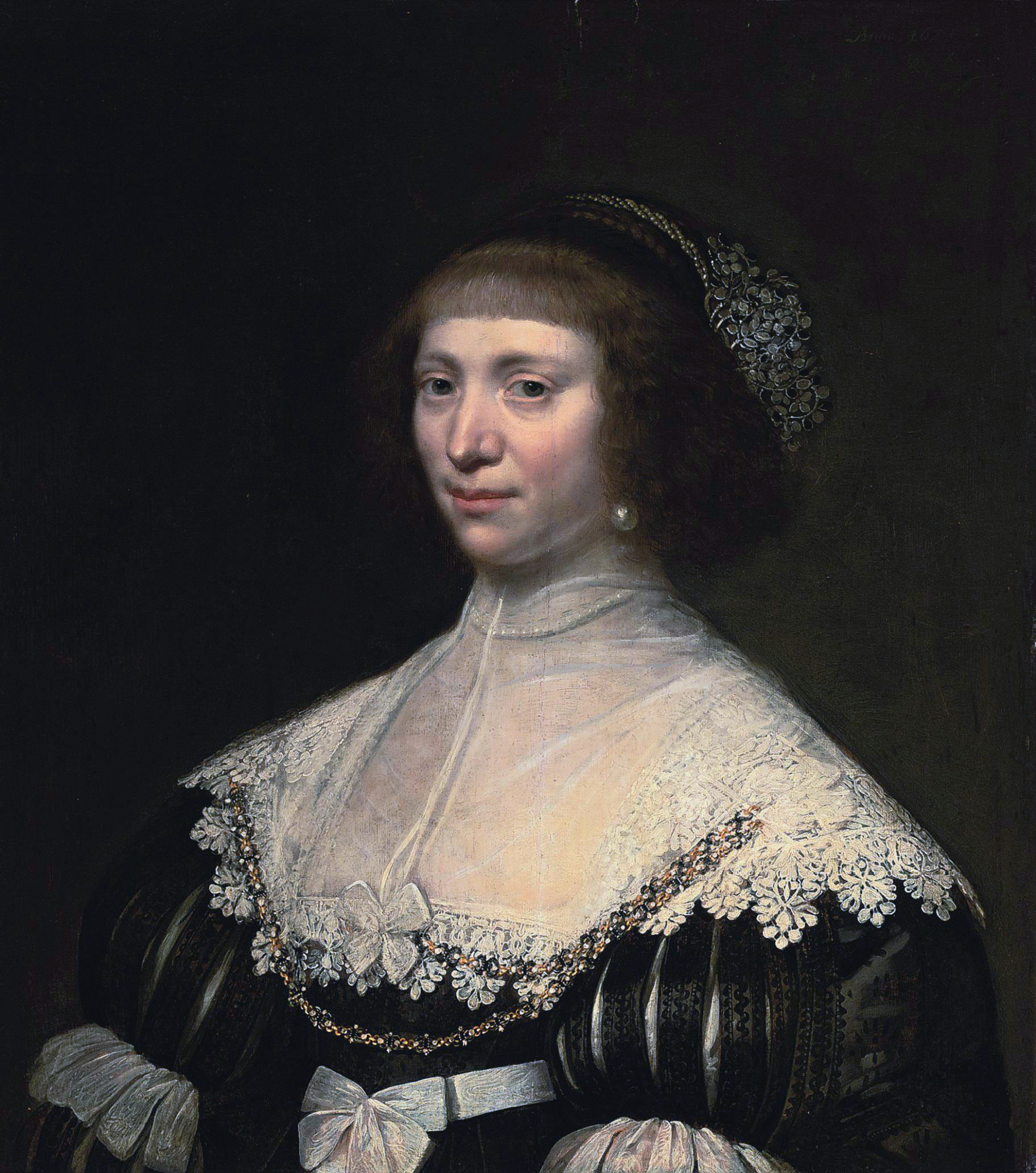
Retrato de una dama, 1631 por Jan van Ravesteyn.